# Germany's Next Topmodel (mùa 15)
Germany's Next Topmodel, Mùa 15 là mùa thứ mười lăm của Germany's Next Topmodel (thường được viết tắt là GNTM) được phát sóng trên mạng lưới truyền hình Đức ProSieben. Chương trình bắt đầu phát sóng vào ngày 30 tháng 1 năm 2020. Giống như mùa trước, toàn bộ dàn giám khảo sẽ chỉ bao gồm Heidi Klum và một hay hai vị giám khảo khách mời trong mỗi tập.
Người chiến thắng của mùa giải này là Jacky Wruck, 21 tuổi từ Rheingau-Taunus. Cô giành được:
- 1 hợp đồng người mẫu với OneEins GmbH Management
- Lên ảnh bìa tạp chí Harper's Bazaar
- Chiến dịch quảng cáo cho nước hoa Philipp Plein
- Giải thưởng tiền mặt trị giá 100.000€

## Các thí sinh
(Tuổi tính từ ngày dự thi)
| Thí sinh                 | Tuổi | Chiều cao               | Quê quán             | Bị loại ở | Hạng         |
| ------------------------ | ---- | ----------------------- | -------------------- | --------- | ------------ |
| Charlotte Steinborn      | 25   | 1,75 m (5 ft 9 in)      | Munich               | Tập 2     | 28-26        |
| Daria Cupachin           | 22   | 1,75 m (5 ft 9 in)      | Seevetal             | Tập 2     | 28-26        |
| Nina-Sue Wurm            | 19   | 1,76 m (5 ft 9+1⁄2 in)  | Dießen am Ammersee   | Tập 2     | 28-26        |
| Malin Blumenthal         | 21   | 1,78 m (5 ft 10 in)     | Berlin               | Tập 3     | 25-24        |
| Saskia Mächler           | 22   | 1,73 m (5 ft 8 in)      | Braunschweig         | Tập 3     | 25-24        |
| Alina Enders             | 23   | 1,73 m (5 ft 8 in)      | Köln                 | Tập 4     | 23-21        |
| Laura Schäfer            | 19   | 1,74 m (5 ft 8+1⁄2 in)  | Düsseldorf           | Tập 4     | 23-21        |
| Valeria Zock             | 19   | 1,77 m (5 ft 9+1⁄2 in)  | Freiburg im Breisgau | Tập 4     | 23-21        |
| Cassandra Feliciano      | 27   | 1,73 m (5 ft 8 in)      | Gera                 | Tập 6     | 20-19        |
| Marie Rathay             | 19   | 1,73 m (5 ft 8 in)      | Landau in der Pfalz  | Tập 6     | 20-19        |
| Pinar Aygün              | 22   | 1,84 m (6 ft 1⁄2 in)    | Mühlacker            | Tập 6     | 18-17        |
| Sarah Sonko              | 23   | 1,76 m (5 ft 9+1⁄2 in)  | Köln                 | Tập 6     | 18-17        |
| Lucy Hellenbrecht        | 21   | 1,74 m (5 ft 8+1⁄2 in)  | Kassel               | Tập 7     | 16           |
| Mareike Lerch            | 24   | 1,78 m (5 ft 10 in)     | Berlin               | Tập 8     | 15 (bỏ cuộc) |
| Julia Figueroa           | 20   | 1,70 m (5 ft 7 in)      | Schweinfurt          | Tập 8     | 14           |
| Johanna Höpfler          | 20   | 1,80 m (5 ft 11 in)     | Remseck              | Tập 9     | 13           |
| Bianca Eigenfeld         | 18   | 1,78 m (5 ft 10 in)     | Aachen               | Tập 10    | 12           |
| Julia Przybylski         | 17   | 1,84 m (6 ft 1⁄2 in)    | Dortmund             | Tập 11    | 11           |
| Nadine Wimmer            | 20   | 1,72 m (5 ft 7+1⁄2 in)  | Fürstenfeldbruck     | Tập 12    | 10           |
| Vivian Cole              | 21   | 1,83 m (6 ft 0 in)      | Munich               | Tập 13    | 9            |
| Maribel Sancia Todt      | 18   | 1,75 m (5 ft 9 in)      | Mühlheim             | Tập 14    | 8            |
| Larissa Neumann          | 19   | 1,76 m (5 ft 9+1⁄2 in)  | Mörfelden-Walldorf   | Tập 15    | 7            |
| Tamara Hitz              | 19   | 1,75 m (5 ft 9 in)      | Viên, Áo             | Tập 16    | 6            |
| Anastasia Borisova       | 20   | 1,73 m (5 ft 8 in)      | Berlin               | Tập 16    | 5            |
| Lijana Kaggwa            | 23   | 1,79 m (5 ft 10+1⁄2 in) | Kassel               | Tập 17    | 4 (bỏ cuộc)  |
| Maureen Ugodi            | 20   | 1,70 m (5 ft 7 in)      | Viên, Áo             | Tập 17    | 3            |
| Sarah Posch              | 20   | 1,75 m (5 ft 9 in)      | Vorau, Áo            | Tập 17    | 2            |
| Jacqueline 'Jacky' Wruck | 21   | 1,74 m (5 ft 8+1⁄2 in)  | Rheingau-Taunus      | Tập 17    | 1            |

## Thứ tự gọi tên
| 1  | Julia P.                                 | Anastasia                 | Anastasia      | Maureen   | Maureen                                | Bianca          | Tamara    | Anastasia | Nadine    | Lijana    | Larissa   | Maureen          | Jacky     | Sarah P.  | Jacky     | Jacky     | Jacky    | Jacky    |  |  |  |  |  |  |  |  |  |  |  |  |  |
| 2  | Pinar                                    | Julia F.                  | Mareike        | Marie     | Anastasia                              | Lijana          | Johanna   | Lijana    | Maureen   | Tamara    | Nadine    | Lijana           | Lijana    | Maureen   | Maureen   | Maureen   | Sarah P. | Sarah P. |  |  |  |  |  |  |  |  |  |  |  |  |  |
| 3  | Charlotte                                | Valeria                   | Nadine         | Tamara    | Sarah S.                               | Julia P.        | Mareike   | Tamara    | Lijana    | Nadine    | Lijana    | Maribel          | Sarah P.  | Tamara    | Lijana    | Sarah P.  | Maureen  |          |  |  |  |  |  |  |  |  |  |  |  |  |  |
| 4  | Sarah S.                                 | Jacky                     | Laura          | Nadine    | Julia P.                               | Mareike         | Larissa   | Vivian    | Vivian    | Maureen   | Jacky     | Larissa          | Maureen   | Jacky     | Sarah P.  | Lijana    | Lijana   |          |  |  |  |  |  |  |  |  |  |  |  |  |  |
| 5  | Lijana                                   | Maribel                   | Marie          | Pinar     | Julia F.                               | Maureen         | Maureen   | Maureen   | Sarah P.  | Julia P.  | Anastasia | Jacky            | Tamara    | Larissa   | Anastasia | Anastasia |          |          |  |  |  |  |  |  |  |  |  |  |  |  |  |
| 6  | Nina-Sue                                 | Laura                     | Jacky          | Bianca    | Vivian                                 | Nadine          | Bianca    | Sarah P.  | Jacky     | Sarah P.  | Maureen   | Vivian           | Maribel   | Lijana    | Tamara    | Tamara    |          |          |  |  |  |  |  |  |  |  |  |  |  |  |  |
| 7  | Laura                                    | Marie                     | Sarah S.       | Vivian    | Nadine                                 | Anastasia       | Jacky     | Johanna   | Tamara    | Maribel   | Sarah P.  | Sarah P.         | Larissa   | Anastasia | Larissa   |           |          |          |  |  |  |  |  |  |  |  |  |  |  |  |  |
| 8  | Larissa                                  | Sarah S.                  | Alina          | Jacky     | Larissa                                | Johanna         | Nadine    | Nadine    | Bianca    | Jacky     | Vivian    | Anastasia Tamara | Anastasia | Maribel   |           |           |          |          |  |  |  |  |  |  |  |  |  |  |  |  |  |
| 9  | Malin                                    | Saskia                    | Maureen        | Maribel   | Pinar                                  | Jacky           | Anastasia | Jacky     | Anastasia | Anastasia | Tamara    | Anastasia Tamara | Vivian    |           |           |           |          |          |  |  |  |  |  |  |  |  |  |  |  |  |  |
| 10 | Lucy                                     | Cassandra                 | Bianca         | Lucy      | Lijana                                 | Vivian          | Lijana    | Julia P.  | Julia P.  | Larissa   | Maribel   | Nadine           |           |           |           |           |          |          |  |  |  |  |  |  |  |  |  |  |  |  |  |
| 11 | Anastasia                                | Tamara                    | Maribel        | Johanna   | Jacky                                  | Tamara          | Vivian    | Bianca    | Larissa   | Vivian    | Julia P.  |                  |           |           |           |           |          |          |  |  |  |  |  |  |  |  |  |  |  |  |  |
| 12 | Bianca                                   | Julia P.                  | Johanna        | Lijana    | Lucy                                   | Julia F.        | Julia F.  | Larissa   | Maribel   | Bianca    |           |                  |           |           |           |           |          |          |  |  |  |  |  |  |  |  |  |  |  |  |  |
| 13 | Maureen                                  | Malin                     | Tamara         | Sarah S.  | Mareike                                | Sarah P.        | Julia P.  | Maribel   | Johanna   |           |           |                  |           |           |           |           |          |          |  |  |  |  |  |  |  |  |  |  |  |  |  |
| 14 | Cassandrra                               | Mareike                   | Cassandra      | Cassandra | Bianca                                 | Maribel         | Sarah P.  | Julia F.  |           |           |           |                  |           |           |           |           |          |          |  |  |  |  |  |  |  |  |  |  |  |  |  |
| 15 | Tamara                                   | Lucy                      | Julia F.       | Julia P.  | Sarah P.                               | Larissa         | Maribel   | Mareike   |           |           |           |                  |           |           |           |           |          |          |  |  |  |  |  |  |  |  |  |  |  |  |  |
| 16 | Vivian                                   | Johanna                   | Lijana         | Julia F.  | Cassandra Johanna Maribel Marie Tamara | Lucy            | Lucy      |           |           |           |           |                  |           |           |           |           |          |          |  |  |  |  |  |  |  |  |  |  |  |  |  |
| 17 | Julia F.                                 | Maureen                   | Sarah P.       | Larissa   | Cassandra Johanna Maribel Marie Tamara | Sarah S.        |           |           |           |           |           |                  |           |           |           |           |          |          |  |  |  |  |  |  |  |  |  |  |  |  |  |
| 18 | Johanna                                  | Larissa                   | Julia P.       | Mareika   | Cassandra Johanna Maribel Marie Tamara | Pinar           |           |           |           |           |           |                  |           |           |           |           |          |          |  |  |  |  |  |  |  |  |  |  |  |  |  |
| 19 | Mareike                                  | Sarah P.                  | Lucy           | Sarah P.  | Cassandra Johanna Maribel Marie Tamara | Cassandra Marie |           |           |           |           |           |                  |           |           |           |           |          |          |  |  |  |  |  |  |  |  |  |  |  |  |  |
| 20 | Alina Daria Marie Nadine Sarah P. Saskia | Bianca                    | Valeria        | Anastasia | Cassandra Johanna Maribel Marie Tamara | Cassandra Marie |           |           |           |           |           |                  |           |           |           |           |          |          |  |  |  |  |  |  |  |  |  |  |  |  |  |
| 21 | Alina Daria Marie Nadine Sarah P. Saskia | Lijana                    | Pinar          | Laura     |                                        |                 |           |           |           |           |           |                  |           |           |           |           |          |          |  |  |  |  |  |  |  |  |  |  |  |  |  |
| 22 | Alina Daria Marie Nadine Sarah P. Saskia | Alina Nadine Pinar Vivian | Larissa Vivian | Alina     |                                        |                 |           |           |           |           |           |                  |           |           |           |           |          |          |  |  |  |  |  |  |  |  |  |  |  |  |  |
| 23 | Alina Daria Marie Nadine Sarah P. Saskia | Alina Nadine Pinar Vivian | Larissa Vivian | Valeria   |                                        |                 |           |           |           |           |           |                  |           |           |           |           |          |          |  |  |  |  |  |  |  |  |  |  |  |  |  |
| 24 | Alina Daria Marie Nadine Sarah P. Saskia | Alina Nadine Pinar Vivian | Malin          |           |                                        |                 |           |           |           |           |           |                  |           |           |           |           |          |          |  |  |  |  |  |  |  |  |  |  |  |  |  |
| 25 | Alina Daria Marie Nadine Sarah P. Saskia | Alina Nadine Pinar Vivian | Saskia         |           |                                        |                 |           |           |           |           |           |                  |           |           |           |           |          |          |  |  |  |  |  |  |  |  |  |  |  |  |  |
| 26 |                                          | Charlotte                 |                |           |                                        |                 |           |           |           |           |           |                  |           |           |           |           |          |          |  |  |  |  |  |  |  |  |  |  |  |  |  |
| 27 |                                          | Nina-Sue                  |                |           |                                        |                 |           |           |           |           |           |                  |           |           |           |           |          |          |  |  |  |  |  |  |  |  |  |  |  |  |  |
| 28 |                                          | Daria                     |                |           |                                        |                 |           |           |           |           |           |                  |           |           |           |           |          |          |  |  |  |  |  |  |  |  |  |  |  |  |  |

     Thí sinh được miễn loại
     Thí sinh bị loại
     Thí sinh bị loại trước khi đánh giá
     Thí sinh bị tước quyền thi đấu
     Thí sinh dừng cuộc thi
     Thí sinh không bị loại khi rơi vào cuối bảng
     Thí sinh chiến thắng cuộc thi
- Trong tập 2, sau khi 25 cô gái đã tới San José, Heidi quyết định sẽ cho thêm 3 cô gái nữa tham gia vào cuộc thi là Jacky, Maribel & Valeria.
- Trong tập 4, Maureen không thể tham gia vào thử thách và buổi chụp hình vì lí do sức khỏe, nhưng cô vẫn được an toàn.
- Trong tập 6, Cassandra & Marie bị loại vì thua vòng đấu loại trong buổi chụp ảnh với Johanna, Maribel & Tamara. Bianca không thể tham gia vào buổi đánh giá vì lí do sức khỏe, nhưng cô vẫn được an toàn.
- Trong tập 11, Larissa được miễn loại vì được chọn trong thử thách casting.
- Trong tập 16, Tamara bị loại vì có phần thể hiện tệ nhất trong buổi chụp hình.

### Buổi chụp hình
- Tập 2: Tarzan & Jane ở trên không theo cặp
- Tập 3: Khỏa thân ở bãi biển với ngựa
- Tập 4: Nhảy ra khỏi vụ nổ
- Tập 5: Ảnh thẻ diện mạo mới
- Tập 6: Ảnh chân dung vẻ đẹp với côn trùng
- Tập 7: Marilyn Monroe trong ống kính tại đại lộ danh vọng Hollywood
- Tập 8: Trình diễn thời trang cho Christian Cowan tại LA Fashion Week
- Tập 9: Tạo dáng trong đồ trắng theo nhóm trong khi bị ném bột màu
- Tập 10: Video chuyển động: Đánh nhau trong quán rượu vùng viễn tây theo cặp
- Tập 11: Nàng tiên cá dưới nước với người mẫu nam
- Tập 12: Khỏa thân với bóng bay cho lịch từ thiện amfAR
- Tập 13: Búp bê ở trên không
- Tập 14: Người ngoài hành tinh với trẻ em
- Tập 15: Ảnh bìa tạp chí Harper's Bazaar
- Tập 16: Đầm dạ hội trên không
- Tập 17: Burlesque trên ly Martini khổng lồ